# Волин, Алексей Константинович
Алексе́й Константи́нович Во́лин (род. 31 января 1964, Ленинград, РСФСР, СССР) — российский государственный деятель, советский и российский журналист, медиаменеджер, генеральный директор ФГУП «Космическая связь» с 28 июня 2021 года.
Заместитель министра цифрового развития, связи и массовых коммуникаций России (2012—2020). В 2000—2003 годах — заместитель главы аппарата Правительства России.

## Биография
Родился в семье инженеров; отец — проектировщик атомных подводных лодок, мать — математик-программист. Окончил историко-филологический факультет Института стран Азии и Африки при МГУ (Индонезийское отделение).
- С 1986 — сотрудник Главной редакции Азии Агентства Печати «Новости».
- В 1989—1991 — корреспондент АПН в Джакарте.
- С 1992 г. — специальный корреспондент РИА «Новости», входил в журналистский пул правительства России.
- С 1995 г — первый заместитель Генерального директора Генеральной дирекции информации РИА «Новости», член Правления[2].
- С 1996 — генеральный директор телеканала «Деловая Россия» (совместный проект РИА «Новости», ВГТРК и Video International). Участвовал в предвыборной кампании Бориса Ельцина.

### На государственной службе
- В 1996—1997 — начальник отдела СМИ по связям с общественностью Администрации Президента РФ.
- В 1997—1998 — первый заместитель начальника Управления по связям с общественностью Администрации Президента РФ. Вместе с начальником Управления Михаилом Маргеловым занимались подготовкой радиообращений Президента Бориса Ельцина, здоровье которого в тот момент не позволяло показывать его по телевизору. Кроме того, Управление специализировалось на утечках информации в СМИ, носивших более резкий и неформальный характер нежели официальная информация, и поэтому пользовавшихся большой популярностью у журналистов. Не брезговали и откровенной дезинформацией, прежде всего для дискредитации политических противников. По имеющимся свидетельствам, руководители Управления постоянно проводили особые информационные операции, причем, как санкционированные, так и несанкционированные[3].
- С 1998 по 2000 — руководитель Управления правительственной информации Аппарата правительства РФ (период премьерства Сергея Кириенко), председатель правления информационного агентства РИА «Новости». Во время боевых действий в Чечне в 1999 году вместе с Михаилом Маргеловым принимал участие в создании Росинформцентра — органа по координации всей информационно-пропагандистской работы на чеченском направлении. После перехода на работу в правительство в 2000 году до конца января 2003 года продолжал оказывать серьёзное влияние на деятельность РИА «Новости» и даже имел там рабочий кабинет. Главой агентства был назначен его ставленник (и бывший однокурсник) Алексей Жидаков. («Профиль» от 31.03.2003 «Суфлер в Белом»)
- С 2000 по 2003 гг. — заместитель руководителя аппарата правительства РФ.
  - В правительстве отвечал за связи с общественностью, а также курировал вопросы СМИ, культуры, образования, туризма и спорта. В 2003 году входил в сотню самых влиятельных политиков России («Независимая газета» от 01.07.2003 «100 ведущих политиков России в июне»).
  - Выступал за информационную открытость кабинета министров. Вместе с руководителем Аппарата Правительства Игорем Шуваловым продвигал постановление правительства, впервые обязывающее все министерства и ведомства обзавестись своими интернет-сайтами и регулярно публиковать там информацию о своей деятельности.
  - Выступал против введения в школах ЕГЭ и преподавания там религиозных дисциплин[4][5]. В этой связи был включен во «Всеобщий перечень агрессивных антихристианских ксенофобов и наветчиков» вместе с другими известными медиадеятелями, такими как Сергей Доренко, Александр Невзоров и Павел Гусев[6].
  - Активно противодействовал попыткам повысить импортные пошлины на подержанные автомобили.
  - Считал, что число принадлежащих государству СМИ должно быть радикально сокращено.
  - Был сторонником отказа от прямого вмешательства государства в сферу масс медиа.
  - Выступал с идеей, что СМИ надо не управлять, а манипулировать.
- 11 сентября 1997 года — присвоен классный чин Действительного Государственного Советника РФ 2 класса (Указ Президента № 1006)[7], 12 октября 2000 года — Действительного Государственного Советника 1 класса (Указ Президента № 1744)[8], что соответствует воинским званиям генерал-лейтенанта и генерал-полковника (Указ Президента № 720 от 7 июня 2011 года)[9]

### После ухода из Правительства
- Весной 2003 года в конфликте между премьер-министром Михаилом Касьяновым и руководителем Аппарата Правительства Игорем Шуваловым поддержал Шувалова. Поэтому в июле 2003 покинул кабинет министров («Московский комсомолец» от 18.07.2003 «Уволин. Белый дом лишился искрометного пиара»). С уходом Волина из правительства в информационной политике кабинета министров исчезла открытость и наступательность («Коммерсант» от 17.07.2003 «С Белого дома сняли голову»).
- Летом 2003 года вместе с владельцем компании IBS Анатолием Карачинским Волин создает поисковую информационно-аналитическую систему «Медиалогия»[10].
- C 2003 года по май 2007 — президент ИД Родионова. В этот период издательский дом заметно увеличивает число деловых журналов — приобретается еженедельник «Компания» и получена лицензия на русское издание «BusinessWeek». Дмитрий Губин, возглавлявший журнал «FHM Russia», после продажи журнала ИДР, по его словам, обращался к президенту холдинга Алексею Волину, о чём рассказал в интервью (Slon.ru, 2011)[11]:

Лёша – весёлый циник, и я ценю его за легкость его цинизма и даже не ставлю цинизм ему в упрёк. Он был предельно честен со мной. Он мне рассказал кое-что о внутреннем устройстве ИДР, чего я передать не могу, потому что после этого либо Родионова надо сажать в тюрьму, либо меня. Я понял, что я туда никогда не пойду.

- С лета 2007 года по сентябрь 2008 года — Генеральный директор компании Амедиа, занимающейся производством кинофильмов и телесериалов.
- C 2008 года — член Высшего совета партии «Правое дело». Считается, что имеет хорошие контакты с двумя из трех её сопредседателей: Борисом Титовым и Георгием Бовтом. Выступал с резкой критикой руководства партии за неспособность добиться единоначалия и пассивность в политической жизни. С осени 2009 года никакого участия в деятельности партии не принимает.
- С 2009 года сотрудничает с Амедиа как сценарист и сопродюсер фильмов на историческую тематику. Подготовил и снял пять исторических драм по заказу Первого канала: «Осведомлённый источник в Москве» (о журналисте Викторе Луи), «Тухачевский. Заговор маршала», «В одном шаге от третьей мировой», «И примкнувший к ним Шепилов», «Земля обетованная от Иосифа Сталина».
- По свидетельству Елены Трегубовой, после назначения В. В. Путина премьер-министром и «преемником» Б. Н. Ельцина, спрогнозировал, что поднять рейтинг объявленного «преемника» может только «маленькая победоносная война» Архивная копия от 23 ноября 2007 на Wayback Machine.
- С 2011 года назначен Президентом компании А3 — разработчика новой системы дистанционных платежей в области оплаты жилищно-коммунальных услуг, Интернета, платного ТВ, телефонии и прочих услуг[12].
- В феврале 2012 года Указом Президента включен в состав рабочей группы по формированию системы «Открытое правительство» (Указ № 150 от 8 февраля 2012 года)[13].

## В Минкомсвязи России
5 июля 2012 года назначен заместителем министра связи и массовых коммуникаций РФ, где отвечает за проведение государственной политики в области СМИ.
Выступал против практики коллективного управления авторскими правами. Скептически отзывался о предложениях запретить анонимность в интернете и ввести обязательную регистрацию пользователей интернета и социальных сетей, считая, что результатом этого может стать эмиграция из страны пяти миллионов человек. Призывал рассматривать СМИ исключительно как один из видов бизнеса.
С 26 августа 2013 года входит в состав Совета по присуждению премий Правительства Российской Федерации в области средств массовой информации.
В министерстве отвечал за создание в России сети цифрового эфирного телевидения.
23 октября 2020 года освобожден от должности заместителя министра цифрового развития, связи и массовых коммуникаций.
28 июня 2021 года вступил в должность генерального директора ФГУП «Космическая связь» (ГПКС) в соответствии с приказом Минцифры России от 23 июня 2021 года № 353-К.

## Взгляды на журналистику
На протяжении многих лет Волин последовательно и публично придерживался индустриального подхода к журналистике и СМИ, считая, что пресса является ничем иным как одной из разновидностей бизнеса. Впервые Волин заявил об этом осенью 2003 года после назначения президентом Издательского дома Родионова. Тогда он сказал, что журналистика — это одна из разновидностей шоу-бизнеса, и она должна скорее развлекать читателя, нежели делать мир лучше. В 2007 году Волин сказал, что «свободы прессы в идеале нет нигде и никогда, потому что она всё равно от кого-то зависит». При этом добавил, что успех медийного бизнеса базируется на устойчивости и росте читательской аудитории: «Моя политика — читателю должно быть интересно». Волин отказался признавать моральные и этические ограничения, поясняя: «В бизнесе, как, впрочем, и в пиаре, все средства хороши, если они приносят результат».
В феврале 2013 года, выступая с трибуны конференции на факультете журналистики МГУ, Волин развил свою мысль в предельно конкретных формулировках:

Любой журналист должен твёрдо помнить, что у него нет задачи сделать мир лучше, нести свет истинного учения, повести человечество правильной дорогой. Это всё не бизнес. Задача журналиста — зарабатывать для тех людей, которые его наняли. Нам чётко надо учить студентов тому, что, выйдя за стены этой аудитории, они пойдут работать на дядю, и дядя будет говорить им, что писать, что не писать, и как писать о тех или иных вещах. И дядя имеет на это право, потому что он им платит.

Данная концепция вызвала волну критики и возражений в профессиональных кругах. Глава министерства, в котором работает Волин, Николай Никифоров объявил, что с высказываниями своего заместителя не согласен и расценил их как эпатажные. Завкафедрой журфака МГУ Иван Засурский считает, что Волин, известный журналистскому сообществу как пиарщик, с изложенным набором расхожих стереотипов проявил «тотальную некомпетентность» в смысле и содержании журналистского труда, при этом сделал «ужасный пиар себе, своему начальству и своему министерству».
Вместе с тем, в медиасреде у Волина нашлись и сторонники. С его мнением о российской журналистике во многом согласились тележурналист, историк Николай Сванидзе и гендиректор РБК-ТВ Александр Любимов.
В июне 2020 года, комментируя сложившуюся ситуацию с назначением Андрея Шмарова новым редактором газеты «Ведомости» в связи с продажей издания, заявил:

Но ситуация, когда собственник назначает главного редактора, а коллектив его не принимает, должна закончиться только одним: она должна закончиться немедленным увольнением журналистов, которые не выполняют указания главного редактора.

В 2020 году в интервью журналу «Эксперт» о мерах поддержки СМИ в условиях пандемии коронавируса Волин так оценил положение журналиста в обществе:

Печник или булочник должны стремиться к высшим целям? Они создают продукт, который пользуется спросом в обществе и от которого зависят жизнь и здоровье людей. Если люди от их продукта начинают умирать или болеть, продуктом перестают пользоваться. То же самое у СМИ. Попытка журналистов объявить себя чем-то из ряда вон выходящим никогда не встречала моей поддержки. Для меня человек, который делает табуретку, и человек, который пишет в газете, ничем не отличаются

## Награды
- Орден Почёта (14 августа 2014) — за достигнутые трудовые успехи, активную общественную деятельность и многолетнюю добросовестную работу[26]
- Почётный знак «За заслуги в развитии печати и информации» (27 ноября 2014, Межпарламентская ассамблея СНГ) — за значительный вклад в формирование и развитие общего информационного пространства государств — участников Содружества Независимых Государств, реализацию идей сотрудничества в сфере печати и информации[27]
- Благодарность Президента Российской Федерации (4 мая 2012) — за активное участие в работе по подготовке предложений по формированию в Российской Федерации системы "Открытое правительство"

## Семья
Женат третьим браком, имеет сына и дочь.

### Интервью
- «Назовите мне хоть одно независимое СМИ». О своем скандальном выступлении в МГУ Архивная копия от 28 февраля 2021 на Wayback Machine — 11.02.2013
- Интервью программе «Перехват», Радио «Эхо Москвы» Архивная копия от 21 января 2021 на Wayback Machine — 16.02.2013. 17:08
- Куда идем мы с интернетом? — Онлайн-интервью с заместителем министра связи и массовых коммуникаций РФ Алексеем Волиным, Газета.ru Архивная копия от 7 марта 2021 на Wayback Machine — 16.10.2013